# Sena IV
Sena IV fou rei d'Anuradhapura (Sri Lanka) del 972 al 975. Va succeir a Udaya III del que fou sub-rei però amb el que no se sap quin parentiu hi tenia.
Era un home molt il·lustrat. En el seu regnat va predominar la pau i la prosperitat. Es diu que va exposar els Suttanta (sermons de Buda) al palau del Bronze davant d'una audiència formada per monjos de les tres grans fraternitats. Va construir una pirivena (escola) a la població de Sitthagama i va afegir decoració de pedres precioses al recipient de la Dent Sagrada.
Va morir al cap de tres anys i el va succeir el sub-rei Mahinda IV, nebot del rei Udaya III.